# NK Elektra Osijek
Nogometni klub Elektra Osijek hrvatski je nogometni klub iz Osijeka osnovan 1930. godine. Trenutačno se natječe u 2. ŽNL Osječko-baranjskoj.
Klupske boje 1932. bile su crvena i crna.

## Lige u kojima je nastupalaElektra
- Drugi razred Osječkog nogometnog podsaveza – prvaci 1931./32.
- Prvi razred Osječkog nogometnog podsaveza – prvaci 1936./37.
- Nogometni podsavez Osijek
- Slavonska nogometna zona
- Liga nogometnog saveza područja Osijek – prvaci 1971./72.
- Slavonska nogometna zona – Podravska skupina
- Regionalna nogometna liga – Sjever
- Hrvatska nogometna liga – Istok
- Treća HNL – Istok
- Treća MŽNL – Istok
- Treća HNL "Osijek – Vinkovci"
- Prva ŽNL Osječko-baranjska – prvaci 2004./05., 2008./09.
- Četvrta HNL – Istok
- MŽNL Osijek – Vinkovci
- 3. ŽNL Osječko-baranjska NS Osijek – prvaci 2017./18.
- 2. ŽNL Osječko-baranjska NS Osijek – prvaci 2022./23.

## Turniri
Klub je između 1967. i 1990. organizirao Memorijalni turnir "Vladimir Cigale", a od 1993. godine Memorijalni turnir "Antun Batinić".

## Unutrašnje poveznice
- RK Elektra Osijek

## Vanjske poveznice
- [neaktivna poveznica]